# Eucereon metaloba
Eucereon metaloba là một loài bướm đêm thuộc phân họ Arctiinae, họ Erebidae.